# Base Léonore
A base Léonore é um banco de dados francês que lista as pastas dos membros da ordem nacional da Legião de honra.

## Apresentação
As listas de banco de dados os registos de nomeados ou promovidos na ordem nacional da Legião de honra, desde a sua criação, em 1802 , e que morreram antes de 1977, que contém 390 000 registos em 1  de janeiro de 2014.
No rastro de destruição ao longo do curso da história, os registos foram destruídos como os do período do Primeiro Império , que foram quase totalmente destruídos na Restauração. Da mesma forma, durante a Comuna de Paris em 1871, muitos registos foram perdidos. As pastas listadas realizada pelo arquivo nacional, Fontainebleau, frança.
A reprodução, para uso privado, imagens e registros no banco de dados é permitido.